# HMS Alaric
Le HMS Alaric (pennant number : P96) était un sous-marin britannique de classe Amphion de la Royal Navy. Il fut construit par Cammell Laird à partir de mai 1944 et lancé le 18 février 1946.

## Conception
Comme tous les sous-marins de classe Amphion, le HMS Alaric avait un déplacement de 1 360 tonnes à la surface et de 1 590 tonnes lorsqu’il était immergé. Il avait une longueur totale de 89,46 m, un maître-bau de 6,81 m et un tirant d'eau de 5,51 m. Le sous-marin était propulsé par deux moteurs diesel à huit cylindres Admiralty ML développant chacun une puissance de 2 150 ch (1 600 kW). Il possédait également quatre moteurs électriques, produisant chacun 625 ch (466 kW) qui entraînaient deux arbres d'hélice. Il pouvait transporter un maximum de 219 tonnes de gazole, mais il transportait habituellement entre 159 et 165 tonnes.
Le sous-marin avait une vitesse maximale de 18,5 nœuds (34,3 km/h) en surface et de 8 nœuds (15 km/h) en immersion. Lorsqu’il était immergé, il pouvait faire route à 3 nœuds (5,6 km/h) sur 90 milles marins (170 km) ou à 8 nœuds (15 km/h) sur 16 milles marins (30 km). Lorsqu’il était en surface, il pouvait parcourir 15200 milles marins (28 200 km) à 10 nœuds (19 km/h) ou 10500 milles marins (19 400 km) à 11 nœuds (20 km/h). Le HMS Alaric était équipé de dix tubes lance-torpilles de 21 pouces (533 mm), d’un canon naval QF de 4 pouces Mk XXIII, d’un canon de 20 mm Oerlikon et d’une mitrailleuse Vickers de .303 British. Ses tubes lance-torpilles étaient montés à la proue et la poupe, et il pouvait transporter vingt torpilles. Son effectif était de soixante et un membres d’équipage.

## Engagements
Le HMS Alaric a servi à la station métropolitaine durant toute sa carrière. Il a été modernisé dans les années 1960. En 1953, il participe à la Fleet Review pour célébrer le couronnement de la reine Élisabeth II. En 1968, il a fait partie de la 1ère escadrille de sous-marins basée au HMS Dolphin. Cette même année, il a participé aux Navy Days à Portsmouth.
Après son déclassement, le HMS Alaric a été vendu à Thos W Ward pour démolition à Inverkeithing, où il est arrivé en juillet 1971.

## Commandants
- 1953 : Lieutenant commander A. J. D’A. Burdett, RN
- 1960-1961 : Lieutenant commander G. A. S. Paul, RN
- 1965-1966 : Lieutenant commander A. E. Thomson, RN
- 1968 : Lieutenant commander D. H. Barraclough, RN